# Ildefonso Manuel Gil
Ildefonso-Manuel Gil (Paniza, Zaragoza, 22 de enero de 1912-Zaragoza, 2003) fue un poeta, narrador, ensayista y traductor español, adscrito a la generación del 36.

## Biografía
Ildefonso-Manuel Gil nació en el pueblo de Paniza, provincia de Zaragoza, el 22 de enero de 1912 y fue enterrado en Daroca en el 2003, a la edad de 91 años. “Hombre de la generación del 36” como él mismo se definió. Licenciado en Derecho por la Universidad de Madrid y doctorado en Letras. Fundó la revista Literatura, con su compañero Ricardo Guillón y dio clases en el Colegio Santo Tomás de Zaragoza. 
Sufrió la represión de la dictadura franquista y fue encarcelado en Teruel durante la guerra civil, como un destacado republicano. Más tarde, fue acosado por no querer jurar los principios del movimiento nacional de Francisco Franco. 
En los años 60 marchó exiliado a Estados Unidos para impartir clases de literatura en una universidad neoyorquina, donde trabajó hasta su jubilación. En 1983, durante la transición, volvió a España, fijando su residencia en Zaragoza. En esta ciudad, dirigió a partir del mismo año de 1983 la Institución “Fernando el Católico" y de la que fue designado consejero de honor. Fue miembro de la Academia Norteamericana de la Lengua Española, y como tal, correspondiente miembro de la Real Academia Española. Durante estos años, recibió varios galardones: en 1982, le fue concedida la Medalla de Oro de Zaragoza; en 1993, la Medalla de Santa Isabel de Portugal; Aragonés de Honor en 1996 y recibió la Medalla de Honor de la Institución "Fernando el Católico" en 2000. Su muerte llegaría 3 años después, posiblemente debida a una fractura de cadera unos años atrás.

## Obra
Su poesía podría considerarse neorromántica -a veces, casi neoclásica- y tiene una acusada tendencia a engarzar los poemas de un mismo libro. En algunas de sus obras se aprecia un tono de queja cívica, propio del momento histórico, que enlaza con la poesía social de posguerra, sin dejar de responder a un registro individual. La expresión, sencilla y directa, se condensa en poemas breves en los que demuestra su extraordinario dominio de la versificación, tanto del verbo libre o blanco como de la estructura estrófica.
Participó en la creación de la letra del Himno de Aragón junto a los también poetas aragoneses Rosendo Tello, Ángel Guinda y Manuel Vilas.

### Prosa
- La moneda en el suelo (1951), historia de un violinista que pierde sus manos en un accidente y se introduce en un proceso de autodestrucción que, como el mismo Gil reconoce, se relaciona con la de su generación en la guerra civil. Esta novela se caracteriza por la insensibilidad hacia elementos ajenos , la falta de vitalidad, el individualismo, el egoísmo, y afán por alcanzar el placer como prioridad del protagonista.
- Juan Pedro el dallador (1953) es la historia de una venganza y ambienta su primera parte en el prototipo de pueblo aragonés, Pinarillo.
- Su última novela es Concierto al atardecer (1992); testimonio de los horrores de la guerra civil, narra las experiencias de dos centenares de personas detenidas y aisladas del mundo exterior en los primeros días de la contienda. Obra de origen doloroso y difícil, tardó veinte años en concluirla.
- El volumen Hojas sueltas recoge trabajos sobre distintos temas, escogidos por el autor entre los publicados en prensa, libros colectivos, revistas o lecturas públicas, escritos entre 1935 y 1993.
- Un caballito de cartón. Memorias, 1915-1925 (1996), rememora su niñez en Daroca; volumen al que sigue Vivos y muertos y otras apariciones (Memorias, 1924-2000) (2000), donde ofrece una selección de setenta años de vida y literatura.

### Poesía
La obra de Ildefonso Manuel Gil también cuenta con un hectapoemario que se divide en varios apartados, cada uno escrito en diferentes épocas de su vida:
- El tiempo recobrado – 1950
- El incurable – 1951
- De persona a persona – 1971
- Luz sonreída, Goya, amarga luz – 1972
- Poemas del tiempo y del poema – 1973
- Poemaciones – 1982
- Las colinas – 1989